# Antoine van der Linden
Antoine van der Linden est un footballeur néerlandais né le 17 mars 1976 à Rotterdam.

## Biographie

### Clubs
- 1997-2000 : Sparta Rotterdam -  Pays-Bas
- 2000-2001 : Swindon Town -  Angleterre
- 2001-2003 : FC Emmen -  Pays-Bas
- 2003-2007 : FC Groningue -  Pays-Bas
- 2007-2009 : CS Marítimo -  Portugal
- 2009-2012 : Heracles Almelo -  Pays-Bas
- 2012-2013 : FC Emmen -  Pays-Bas

## Palmarès
Néant